# Volume (informatique)
 (signalé en mai 2025).
Si vous disposez d'ouvrages ou d'articles de référence ou si vous connaissez des sites web de qualité traitant du thème abordé ici, merci de compléter l'article en donnant les références utiles à sa vérifiabilité et en les liant à la section « Notes et références ».
- Archive Wikiwix
- Bing
- Cairn
- DuckDuckGo
- E. Universalis
- Gallica
- Google
- G. Books
- G. News
- G. Scholar
- Persée
- Qwant
- (zh) Baidu
- (ru) Yandex
- (wd) trouver des œuvres sur Wikidata

Pour les articles homonymes, voir Volume (homonymie).
En informatique, un volume est une zone de stockage munie d'un système de fichiers. Un volume est typiquement placé sur une partition d'un disque dur.
De façon similaire, un volume désigne l'interface logique utilisée par le système d'exploitation pour accéder aux données stockées sur un périphérique à l'aide d'un système de fichiers. Le terme « volume » peut être utilisé à la place du terme « disque » lorsqu'on s'intéresse aux données stockées dans le système de fichiers plutôt qu'à un disque physique. « Disque logique » et « volume » sont donc synonymes, mais « volume » et « partition » ne le sont pas.